# Bernd Schälicke

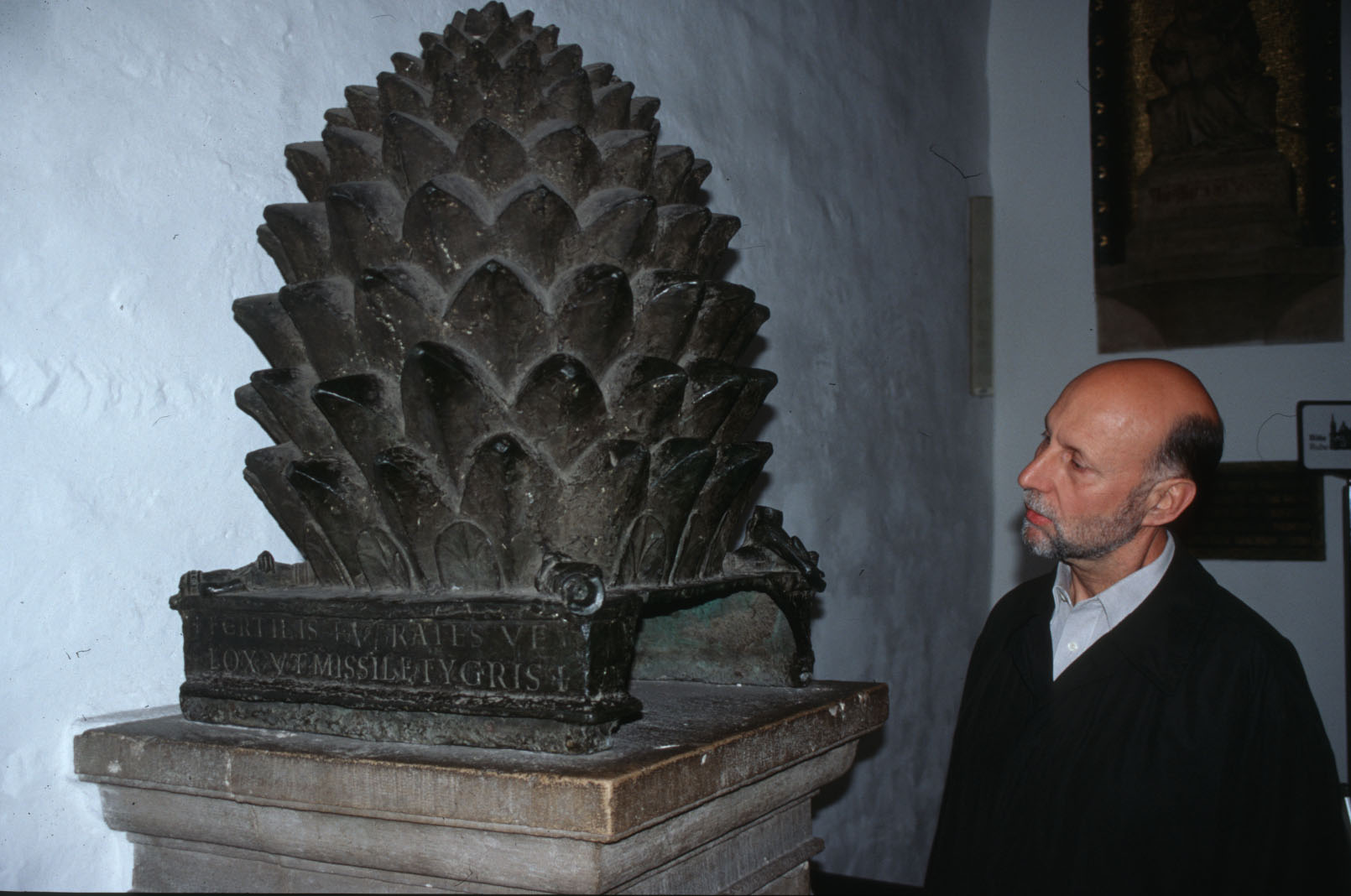
Bernd Schälicke, 2000

Bernd Schälicke (geboren 1. Oktober 1941 in Berlin) ist ein deutscher Kunsthistoriker.

## Leben
Geboren als Sohn des Elektromonteurs Friedrich Schälicke und dessen Ehefrau Agnes, besuchte Bernd Schälicke die Sophie-Scholl-Schule in Berlin, wo er sein Abitur ablegte.
Nach einer Ausbildung zum Industriekaufmann arbeitete er etwa ein Jahr in diesem Beruf und studierte anschließend drei Semester Kunstgeschichte bei Harald Keller an der Universität Frankfurt. Nach einem weiteren Semester an der Ludwig-Maximilians-Universität München studierte er  an der Freien Universität Berlin bei Otto von Simson und in den Nebenfächern Klassische Archäologie bei Friedrich Wilhelm Goethert sowie Ur- und Frühgeschichte bei Horst Kirchner. 1972 trat Schälicke der studentisch geprägten Selbsthilfeorganisation Homosexuelle Aktion Westberlin bei und war später Redaktionsmitglied der Zeitschrift Homosexuelle Emanzipation. 1975 wurde er zum Thema Die Ikonographie der monumentalen Kreuzabnahmegruppen des Mittelalters in Spanien zum Dr. phil. promoviert.
Danach trat er eine Stelle als Volontär bei den Staatlichen Museen Preußischer Kulturbesitz an. Ein Werkvertrag beim Senator für kulturelle Angelegenheiten zur Erarbeitung einer Senatsvorlage zur Einrichtung eines museumspädagogischen Dienstes machte ihn mit den Landesmuseen Berlins vertraut. Aus Anlass des 150. Jubiläums der Staatlichen Museen wurde er als Leiter des Ausstellungssekretariates zurückgerufen. Seit 1980 war Bernd Schälicke  als Oberkustos des Niedersächsischen Landesmuseums Hannover, wo er beispielsweise die von Regine Timm verfasste, 1990 erschienene Neubearbeitung des von Ludwig Schreiner begründeten Katalogs Die Gemälde des neunzehnten und zwanzigsten Jahrhunderts redigierte. Neben der Malerei des 19. und beginnenden 20. Jahrhunderts betreute er das Kupferstichkabinett und war in der Landesgalerie stellvertretender Direktor. Zu den Hauptaufgaben gehörte die Ausstellungstätigkeit in verschiedenen Funktionen bis zur Eröffnung sowie die Betreuung der zugehörigen Kataloge, zu denen er Textbeiträge lieferte.
Im Ruhestand zog Schälicke nach Lübeck, wo er sich 2008 mit Thomas Jordan verpartnerte. 2012 wurde er Mitglied in der in Lübeck ansässigen Gesellschaft zur Beförderung gemeinnütziger Tätigkeit.
1999 wurde er in den Vorstand der nach dem Bildhauer Gustav Seitz benannten Gustav Seitz Stiftung berufen. In Abstimmung mit dem Bildungszentrum Schloß Trebnitz begründete Schälicke das Gustav Seitz Museum im historischen Waschhaus auf dem Campus, das am 11. September 2017 eröffnet wurde. 

## Schriften (Auswahl)
- Ruth Malhotra, Marjan Rinkleff, Bernd Schälicke (Bearb.): Das frühe Plakat in Europa und den USA. Ein Bestandskatalog, Forschungsunternehmen 19. Jahrhundert der Fritz Thyssen Stiftung, Kunstbibliothek (Berlin), Museum für Kunst und Gewerbe (Hamburg), Berlin: Gebr. Mann, 1973ff.
- Die Ikonographie der monumentalen Kreuzabnahmegruppen des Mittelalters in Spanien, Dissertation 1975 an der Freien Universität Berlin Fachbereich 18 Kunstwissenschaft, Berlin 1977
- Bernd Schälicke (Bearb.), Karl H. Paulmann (Fotos): Die Zeichnungen des Berliner Architekten Bernhard Kolscher (1834–1868). Der Bestand in der Kunstbibliothek Berlin (= Veröffentlichung der Kunstbibliothek Berlin, Bd. 81), Berlin: Mann, 1981, ISBN 978-3-7861-1238-9 und ISBN 3-7861-1238-X; Inhaltsverzeichnis
- Max Slevogt als Illustrator. Niedersächsisches Landesmuseum Hannover, Kupferstichkabinett der Landesgalerie, April – Juni 1980 (Im Blickpunkt, Bd. 10), Hannover 1980
- Europäische Landschaftsgraphik. Aus der Sammlung des Hannoverschen Künstlervereins im Niedersächsischen Landesmuseum Hannover (= Im Blickpunkt, Bd. 18), Katalog zur gleichnamigen Ausstellung vom 8. Oktober bis 5. Dezember 1982 im Niedersächsischen Landesmuseum Hannover, Kupferstichkabinett, Hannover: Kupferstichkabinett, 1982; Inhaltsverzeichnis
- Paula Modersohn-Becker in der Niedersächsischen Landesgalerie Hannover (= Aus Worpswede, Bd. 10), Lilienthal: Worpsweder Verlag,
- Ernst Oppler (Hannover 1867–1929 Berlin) (= Im Blickpunkt, Bd. 20), Begleitschrift zur Ausstellung im Niedersächsischen Landesmuseum Hannover vom Januar bis April 1984, Hannover: Landesgalerie, 1984
- Hans Werner Grohn, Bernd Schälicke, Meinolf Trudzinski (Bearb.): Von Cranach bis Monet. Zehn Jahre Neuerwerbungen, 1976–1985, Bildband und Ausstellungskatalog Niedersächsische Landesgalerie und Städtische Galerie Hannover, Niedersächsisches Landesmuseum Hannover, Landesgalerie, 1985
- Leonore Stege (Red.), Bernd Schälicke (Bearb.): Liebermann, Slevogt, Corinth. Deutsche Impressionisten aus dem Niedersächsischen Landesmuseum, Hannover (= Batik, Gesellschaft für Beteiligungen (Hamburg), Reihe: Ausstellung, Bd. 117), Begleitschrift zur Ausstellung vom 29. April bis 12. Juni 1987, Hamburg: Batig, Gesellschaft für Beteiligungen, 1987
- Meinolf Trudzinski (Red.), Bernd Schälicke (Text), Till Borchert (Übers.): Venedigs Ruhm im Norden. Die grossen venezianischen Maler des 18. Jahrhunderts, ihre Auftraggeber und ihre Sammler, Begleitschrift zur Wanderausstellung im Forum des Landesmuseums Hannover vom 3. Dezember 1991 bis 2. Februar 1992 und im Kunstmuseum Düsseldorf im Ehrenhof vom 16. Februar bis 26. April 1992, Hannover: Landesmuseum; Düsseldorf: Kunstmuseum, [1991], ISBN 978-3-9800869-7-4 und 3-9800869-7-6; Inhaltsverzeichnis
- Gustav Seitz, Die Druckgraphik. Werkverzeichnis. Hamburg: Hower, 1995, ISBN 978-3-922995-26-5 und ISBN 3-922995-26-8; Inhaltsverzeichnis
- Max Slevogt – Bilder aus Ägypten (= Meisterwerke zu Gast in der Niedersächsischen Landesgalerie Hannover, Bd. 3), Ausstellungskatalog und Konferenzschrift anlässlich der Ausstellung Meisterwerke zu Gast in der Niedersächsischen Landesgalerie III: Max Slevogt – Bilder aus Ägypten im Forum des Landesmuseums Hannover vom 28. November 1997 bis zum 1. März 1998, Hannover: Niedersächsisches Landesmuseum, ISBN 978-3-929444-14-8 und ISBN 3-929444-14-3
- Bernd Schälicke (Red.), Heide Grape-Albers, Jochen Luckhardt, Helga Stein: Drei Tafeln des Peter-und-Paul-Altars aus der Lamberti-Kirche in der Neustadt von Hildesheim. Herzog-Anton-Ulrich-Museum Braunschweig ... (= Patrimonia, Bd. 183), Berlin: Kulturstiftung der Länder, 2000
- Bernd Schälicke (Red. und Text), Ursel Berger, Brigitte Heise, Sebastian Giesen, Volker Probst: Von Liebe und Schmerz. Gustav Seitz, Plastik und Zeichnungen, Ausstellungskatalog und Konferenzschrift anlässlich der Ausstellung Gustav Seitz, Plastik und Zeichnungen – Von Liebe und Schmerz im Ernst-Barlach-Haus, Stiftung Hermann F. Reemtsma, Hamburg vom 19. März bis 14. Mai 2006 ... und im Georg-Kolbe-Museum in Berlin vom 5. November 2006 bis 28. Januar 2007, Lübeck: Steintor-Verlag, 2006, ISBN 3-9801506-9-0; Inhaltsverzeichnis
- Brigitte Heise, Bernd Schälicke (Bearb.): Gustav Seitz – 50 Köpfe, Hamburg: Gustav-Seitz-Stiftung, 2013, ISBN 978-3-00-044316-9; Inhaltsverzeichnis
- Bernd Schälicke (Red.), Michael Fackelmann (Fotos): Michael Fackelmann fotografiert Gustav Seitz, Bildband, Lübeck: Dräger, 2011, ISBN 978-3-937900-09-4
- Bernd Schälicke (Verf.), Reinhard Krause (Fotografien): Bestand der plastischen Werke. Bronze – Terrakotta – Zement / Gustav Seitz Museum, Zentrum für Kunst- und Kulturpädagogik, 1. Auflage, Müncheberg-Trebnitz: Gustav Seitz Stiftung, [2017], ISBN 978-3-00-057378-1 und ISBN 3-00-057378-X; Inhaltsverzeichnis
- Bernd Schälicke (Verf.): Notizen zur Barlach-Ausstellung, Begleitschrift zur Barlach-Ausstellung 2018 im Gustav Seitz Museum, Trebnitz, mit Ausführungen zur Kulturpolitik der DDR im „Kalten Krieg“: https://gustav-seitz-museum.de/wp-content/uploads/Notizen_zur_Barlach_Ausstellung_12S.pdf